# Parc national de Baluran

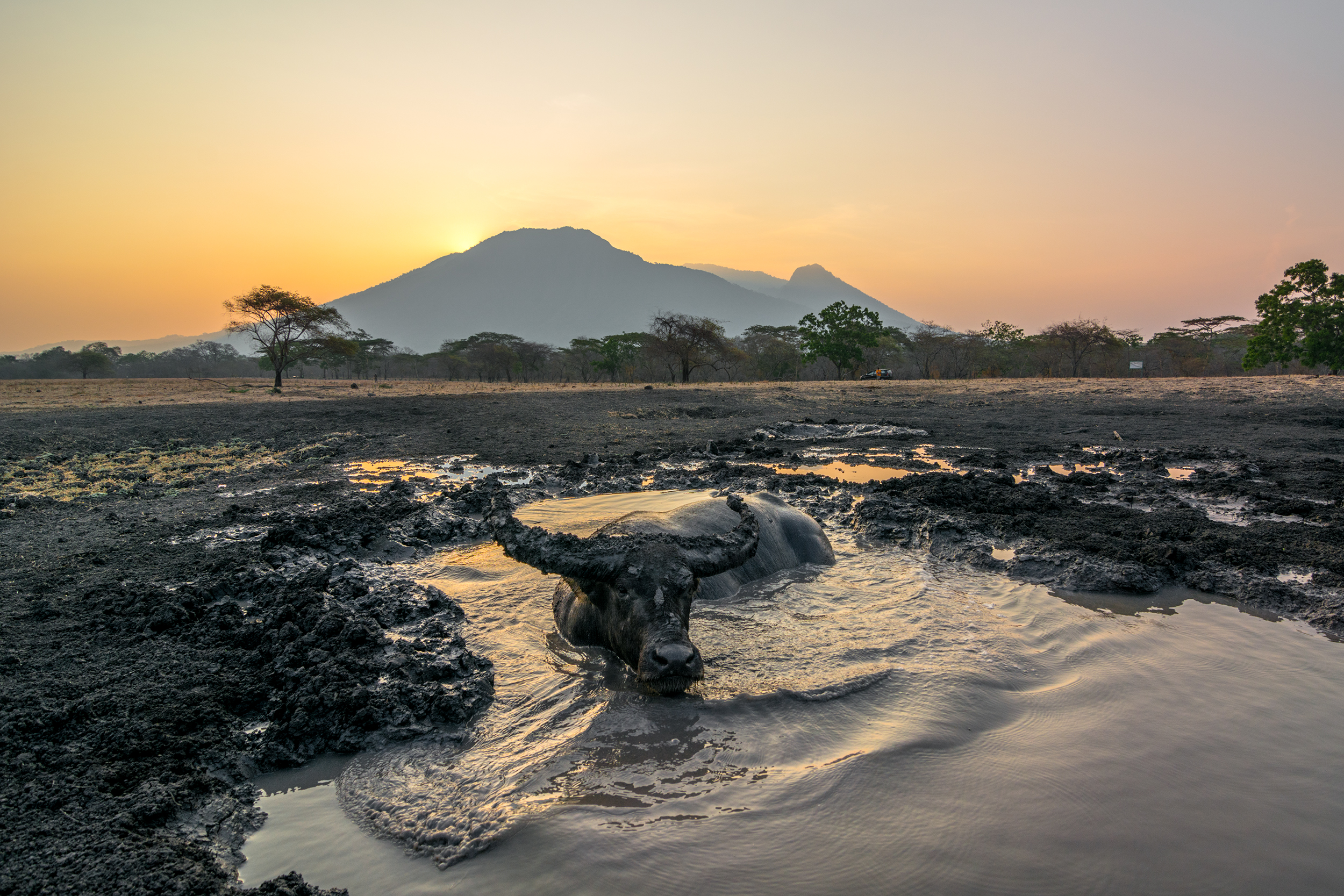
Buffle domestique se baignant, à l'heure dorée, dans le Bekol Savannah du parc national de Baluran.

Le parc national de Baluran est un parc national situé dans la province indonésienne de Java oriental, dans l'angle nord-est de l'extrémité orientale de l'île de Java. Il se trouve à 60 km de la ville de Situbondo et à 35 km de Banyuwangi, à 7° 50′ S, 114° 22′ E.
Créé en 1980, le parc a une superficie de 250 km². Son climat est relativement sec comparé à celui de Java en général. Il comprend des forêts, de la savane, de la mangrove. Le relief est montagneux, avec comme point culminant le volcan Baluran (1 247 m), auquel il doit son nom.
Le parc abrite des espèces de plantes menacées comme le jujubier (Ziziphus rotundifolia), le Tamarindus indica, la Dioscorea hispida, l'Aleurites moluccana et la Corypha utan.
On y trouve également quelque 155 espèces d'oiseaux menacées, dont le martinet (Hirundapus caudutus). Parmi les autres espèces menacées et protégées, il y a le Bos javanicus, le Cuon alpinus, le Muntiacus muntjak, le Pavo muticus (distinct de celui du parc national d'Ujung Kulon), le Gallus sp., la panthère et le chat viverrin.
Avec les  parcs nationaux d'Alas Purwo et de Meru et la réserve naturelle de Kawah Ijen, ils forment la réserve de biosphère de Balambangan, reconnue par l'Unesco depuis 2016.